# Sainte-Croix-aux-Mines
Sainte-Croix-aux-Mines là một xã ở tỉnh Haut-Rhin trong vùng Grand Est ở đông bắc Pháp. Xã này có diện tích 27,85 km², dân số năm 1999 là 2079 người. Khu vực này có độ cao 316 mét trên mực nước biển.